# Centrostomum incisum
Centrostomum incisum is een soort in de taxonomische indeling van de platwormen (Platyhelminthes). De worm is tweeslachtig en kan zowel mannelijke als vrouwelijke geslachtscellen produceren. De soort leeft in zeer vochtige omstandigheden. 
De platworm komt uit het geslacht Centrostomum. Centrostomum incisum werd in 1844 beschreven door Darwin.